# La Luz, Guadalupe
La Luz är en ort i Mexiko.   Den ligger i kommunen Guadalupe och delstaten Zacatecas, i den centrala delen av landet, 500 km nordväst om huvudstaden Mexico City. La Luz ligger 2 049 meter över havet och antalet invånare är 1 244.
Terrängen runt La Luz är en högslätt. Runt La Luz är det glesbefolkat, med 15 invånare per kvadratkilometer. Närmaste större samhälle är Tacoaleche, 11,7 km sydväst om La Luz. Omgivningarna runt La Luz är i huvudsak ett öppet busklandskap.